# دبیت

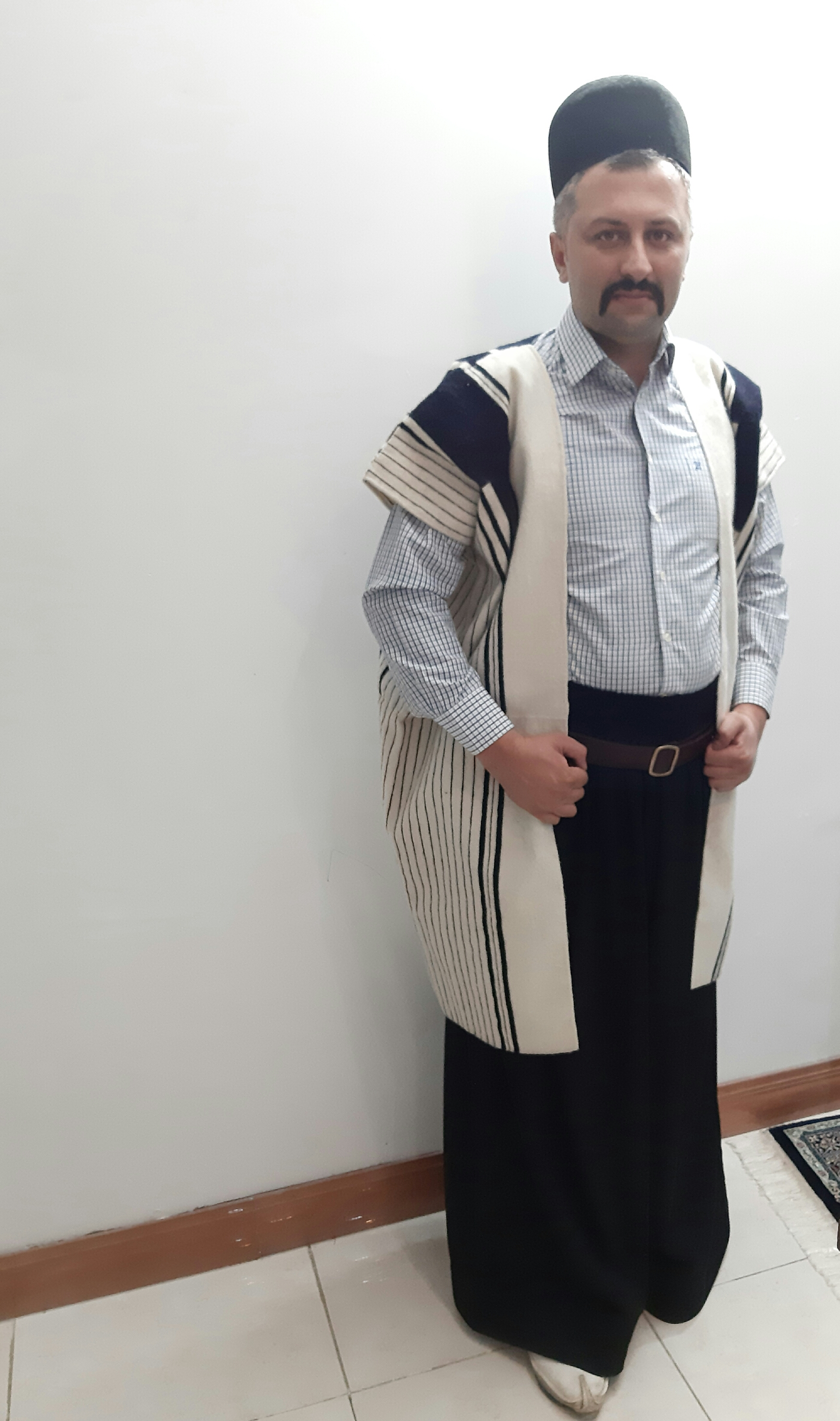
پوشش سنتی مرد بختیاری

دَبیت ( به لُری بختیاری : دٱه‌بیت ) شلوار سنتی مردم بختیاری است،که کلفت و محکم و بادوام و نسبتاً ضخیم است که بیشتر برای شلوارهای بختیاری استفاده می‌شود.
دبیت معمولاً رنگ تیره قهوه‌ای یا مشکی دارد و نوع علی اکبری آن از همه مرغوب تر بود.
مرغوبیت این پارچه به خاطر رنگ ثابت و نرمی آن می‌باشد.
حاج علی اکبر تاجر یزدی که بعدها نام خانوادگی شرکاء را برگزید از تجار بازار تهران حدودسالهای ۱۲۷۰ تا ۱۳۱۰ هجری شمسی بود که دبیت را به کارخانه‌های دبیت‌بافی سفارش می‌داد و در تجارت آن نقش مهمی داشت.